# Покровський сільський округ (Денисовський район)
Покро́вський сільський округ (каз. Покров ауылдық округі, рос. Покровский сельский округ) — адміністративна одиниця у складі Денисовського району Костанайської області Казахстану. Адміністративний центр — село Покровка.
Населення — 459 осіб (2021; 759 у 2009, 1579 у 1999, 2348 у 1989).
Станом на 1989 рік існувала Покровська сільська рада (села Досовка, Імановка, Покровка). Село Імановка було ліквідовано 2004 року.

## Склад
До складу адміністрації входять такі населені пункти:
| Населений пункт | Старі назви | Населення, осіб (1989) | Населення, осіб (1999) | Населення, осіб (2009) | Населення, осіб (2021) |
| --------------- | ----------- | ---------------------- | ---------------------- | ---------------------- | ---------------------- |
| Досовка, село   | -           | 370                    | 295                    | 232                    | 203                    |
| Імановка, село  | -           | 292                    | 10                     | -                      | -                      |
| Покровка, село  | -           | 1686                   | 1274                   | 527                    | 256                    |